# Federico Abaigar
Federico Abaigar Marticorena (nacido en Irún, Guipúzcoa) es un político español. Fue parlamentario de Eusko Alkartasuna en el Parlamento Vasco entre 1990 y 1994.

## Biografía
Se presentó en las listas de Eusko Alkartasuna a las elecciones al Parlamento Vasco de 1990 y consiguió escañó por la circunscripción de Guipúzcoa. Fungió como parlamentario entre el 18 de diciembre de 1990 y el 30 de agosto de 1994.
Durante sus años en el Parlamento Vasco, fue vicepresidente de la Comisión de Ordenación Territorial y Transportes (1991-1994), vocal de esa misma comisión (1994) y de la de seguimiento de la Acción Exterior del Gobierno Vasco (1991-1994) y secretario de la de Educación y Cultura (1991).